# レギナ・スメンジャンカ

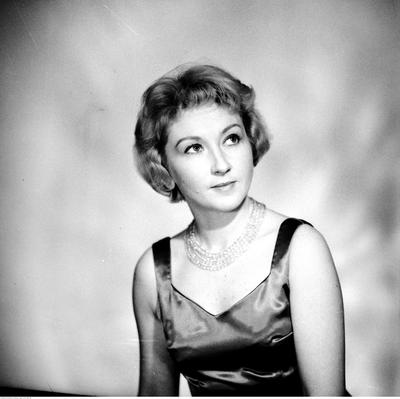
レギナ・スメンジャンカ

レギナ・スメンジャンカ（ポーランド語: Regina Smendzianka、1924年10月9日 - 2011年9月15日）は、ポーランドのピアニスト。

## 人物
トルン生まれ。クラクフ国立音楽アカデミーを卒業した直後、ちょうど再開したフレデリック・ショパン国際ピアノコンクールの11位に入賞した。1950年から1955年にズビグニェフ・ジェヴィエツキの弟子となり、つづいて国際的な経歴を打ち立てた。スメンジャンカはショパン音楽アカデミーの教授を1996年まで務め、短い間ではあるが学長を務めた。1970年、1980年、1995年、2000年のショパンコンクールの審査員を務めた。
2011年9月15日、ワルシャワで死去。86歳没。